# Munt-la-Schera-Tunnel
Der Munt-la-Schera-Tunnel (auch Tunnel Munt la Schera, Tunnel Livigno) ist ein privat betriebener Strassentunnel, der das Engadin im Schweizer Kanton Graubünden mit Livigno in der italienischen Provinz Sondrio verbindet. Für die Nutzung wird eine Maut erhoben. Eigentümer des Tunnels sind die Engadiner Kraftwerke.

## Lage
Der Tunnel befindet sich im äußersten Osten der Schweiz. Er unterquert den Munt la Schera im Schweizerischen Nationalpark vom Punt la Drossa im Tal der Ova dal Fuorn an der ganzjährig offenen Ofenpassstrasse beginnend und verläuft östlich der Spölschlucht in praktisch gerader Linie nach Süden an das Nordufer des Lago di Livigno. Beide Portale liegen auf dem Boden der Gemeinde Zernez und damit auf Schweizer Staatsgebiet.
Vom Südportal aus verläuft die Strasse nach Westen über den Punt dal Gall und danach nach Süden – ständig am Ufer des Stausees entlang – nach Livigno. Die schweizerische Zollstation befindet sich am nördlichen Tunnelportal, die Mautstation der Engadiner Kraftwerke auf der Staumauer und der italienische Zoll an deren Westende; die Staatsgrenze verläuft quer über die Staumauer.
Der Tunnel spielt insbesondere in den Wintermonaten eine wichtige Rolle für die Erreichbarkeit des Livigno-Tales, das abseits vom Tunnel nur über die ganzjährig geöffnete Strasse des Passo d’Eira (2210 m s.l.m.) erreichbar ist.

## Geschichte

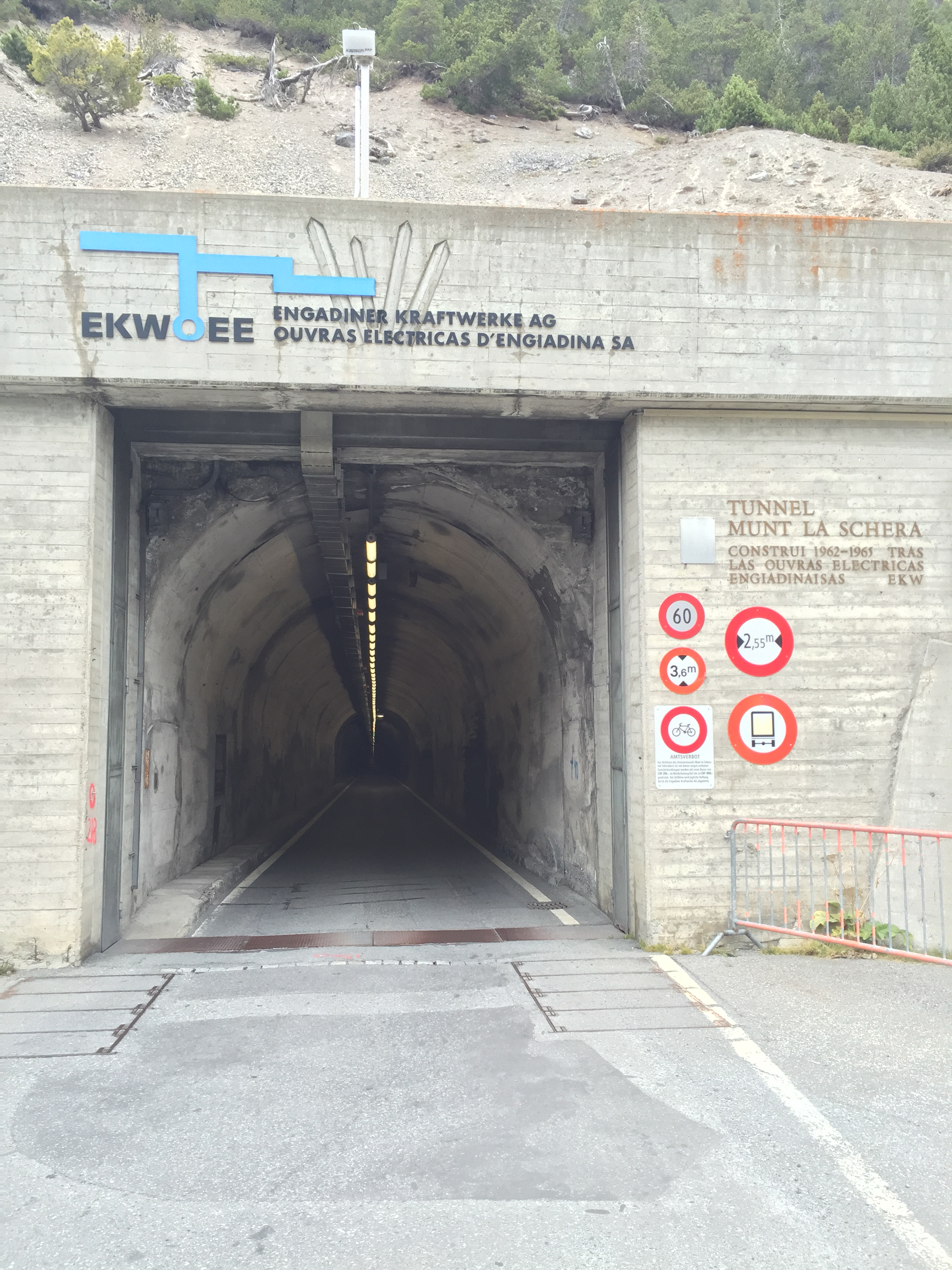
Südportal (2016)

Das Bauwerk wurde im Zuge des Baus der Staumauer Punt dal Gall an der Landesgrenze Schweiz–Italien errichtet. Ursprünglich diente das teilweise auch Buffalora-Tunnel genannte Bauwerk für den Transport von Baumaterial für die 130 Meter hohe Bogenstaumauer. Nachdem die Mauer 1968 fertiggestellt und der dazugehörige Lago di Livigno geflutet wurde, wurde der Tunnel mit Einschränkungen auch für den allgemeinen Verkehr geöffnet.
Der Durchstich des Tunnels erfolgte im November 1964. Bereits 1966 wurde eine erste Postautoverbindung durch den Tunnel aufgenommen. Diese wurde durch ein italienisches Unternehmen aus dem Veltlin sichergestellt. Sie belief sich in der Anfangszeit auf zwei reguläre Kurse pro Tag während der Wintersaison 1966/1967.
Da Mitte 2008 das Befahren des Tunnels mit Fahrrädern amtlich verboten wurde, verkehrt in den Sommermonaten etwa halbstündlich ein kostenpflichtiger Shuttlebus für Radfahrer. Zudem verkehrt ganzjährig die Buslinie 815 (Zernez, Staziun – Livigno, Centro) von Autoservizi Silvestri.
Seit dem 1. Januar 2010 ist die Strecke durchgehend geöffnet, zuvor war der Tunnel nachts geschlossen.
In den Nullerjahren des 21. Jahrhunderts kam es aufgrund des steigenden touristischen Verkehrs im Winter zunehmend zu Staus auf der Ofenpassstrasse, wodurch die Zufahrt zum Münstertal blockiert wurde. Dieser Situation wird inzwischen durch ein Maßnahmenpaket entgegengewirkt. Dieses umfasst unter anderem «Verkehrsregelungsplätze». Reisende nach Livigno werden hierbei auf vorgelagerten Plätzen gesammelt und dann blockweise durch den Tunnel gelassen.

## Eckdaten

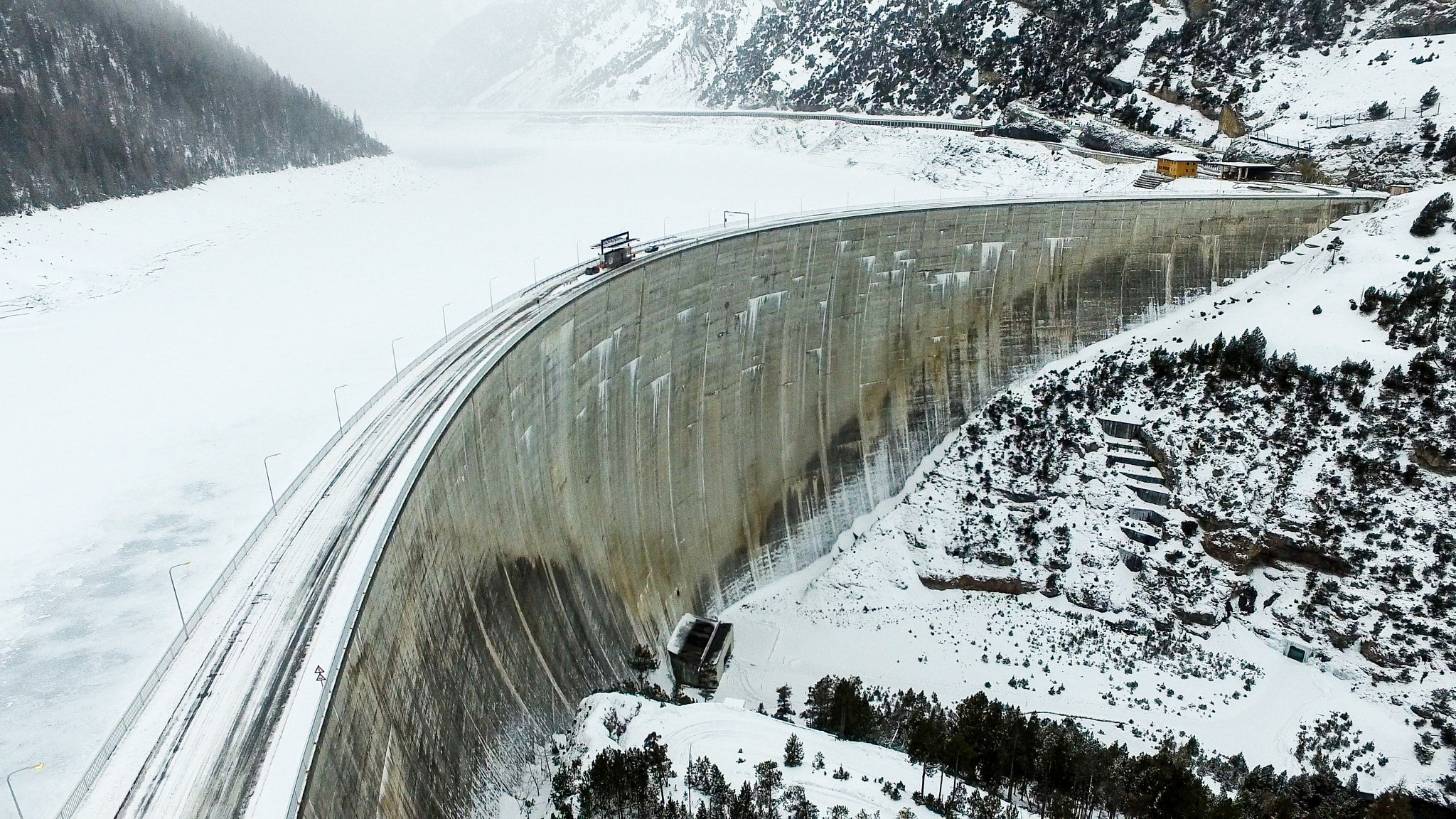
Staumauer mit Mautstelle mitten auf dem Bauwerk, rechts die italienische Grenzübergangsstelle

Der Tunnel ist 3385 Meter lang und nur einspurig befahrbar. Ein Richtungswechsel erfolgt üblicherweise alle 15 Minuten. Während der Spitzenzeiten der Skisaison wird der Tunnel regelmäßig stundenweise nur in eine Richtung geöffnet. Die wechselweise Befahrung des Tunnels wird über eine Ampel geregelt.
Zugelassen sind Fahrzeuge mit einer Maximalhöhe von 3,6 Metern und einer Maximalbreite von 2,5 Metern. Die Benutzung ist gebührenpflichtig, die Maut wird beim Südportal an der Mautstelle auf der Staumauer entrichtet.